# Plagiolepis alluaudi
Plagiolepis alluaudi (лат.) — вид инвазивных муравьёв рода Plagiolepis из подсемейства формицины (Formicinae).

## Распространение
Инвазивный вид, расселённый человеческой коммерцией по всему свету. Нативный ареал: Сейшельские острова и Мадагаскар. Также обнаружен в таких регионах как: Африка, Евразия (в том числе, Англия, Германия, Китай, Япония), Новая Каледония, острова Полинезии, Гавайские острова, Барбадос, Гренада, Северная Америка, в том числе, Флорида, остров Тенерифе (Испания), оранжереи Европы, Флорида (США).

## Описание
Мелкие муравьи желтовато-коричневого цвета, длина около 2 мм (самки вдвое крупнее). Усики 11-члениковые. Нижнечелюстные щупики состоят из 6 члеников, а нижнегубные из четырёх сегментов. Жало отсутствует и для человека не опасен. Однако он разводит равнокрылых насекомых, сосущих соки из растений и распространяющих болезни растений, чем может приносить вред в инвазивных регионах.

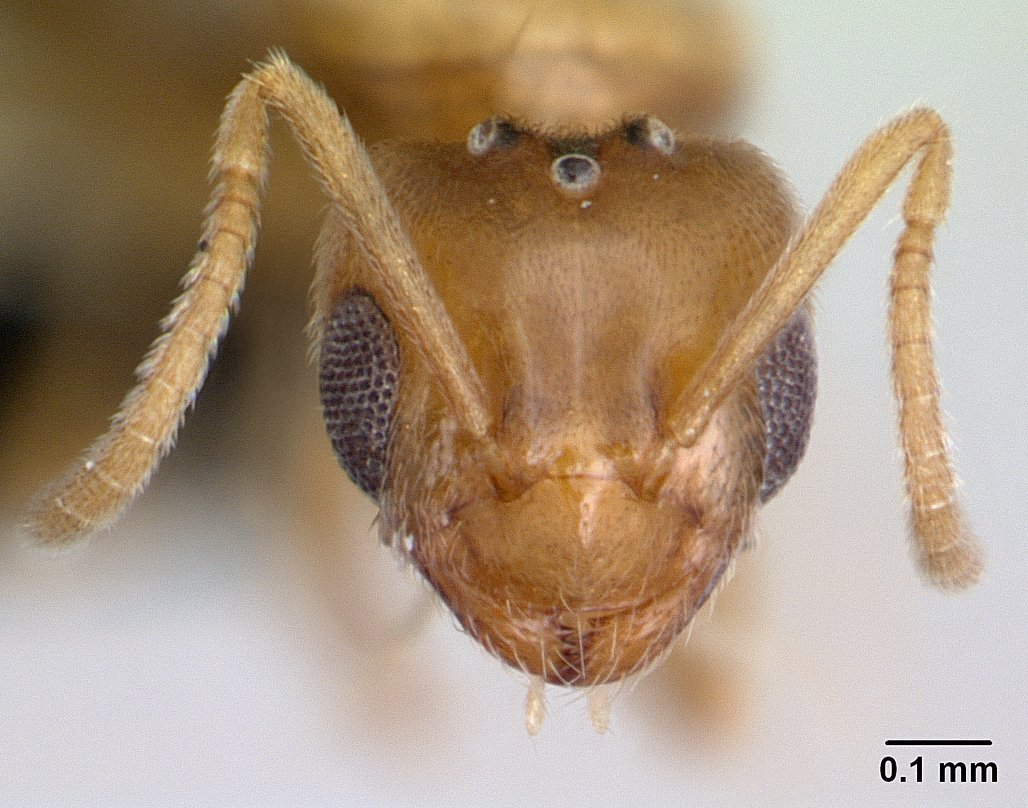
Голова самки
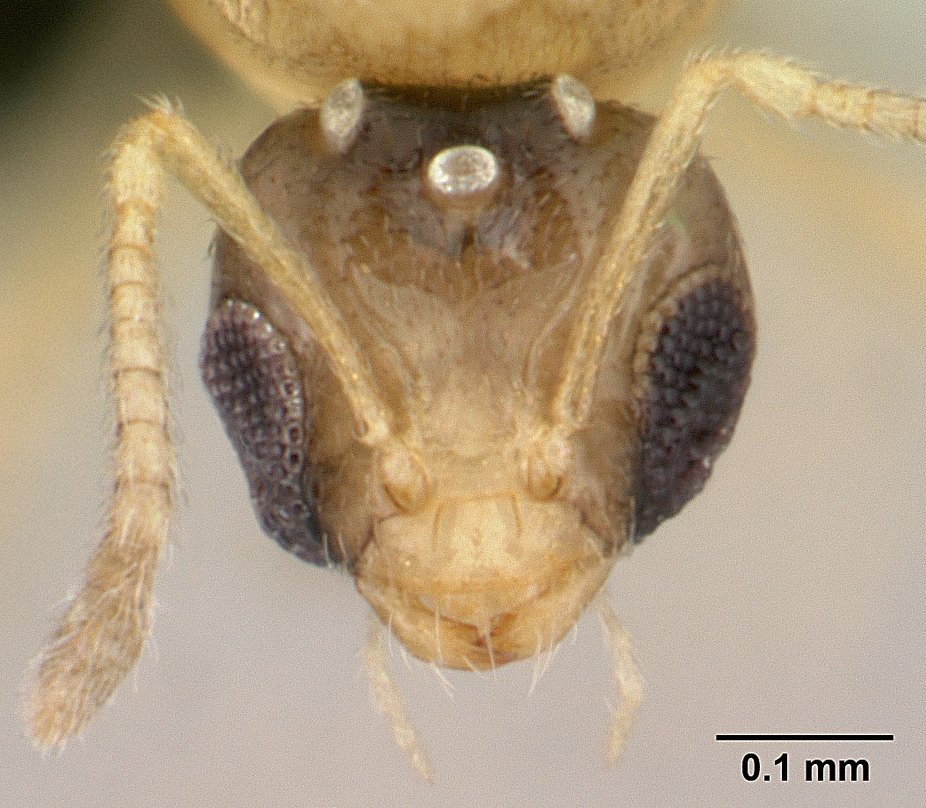
Голова самца
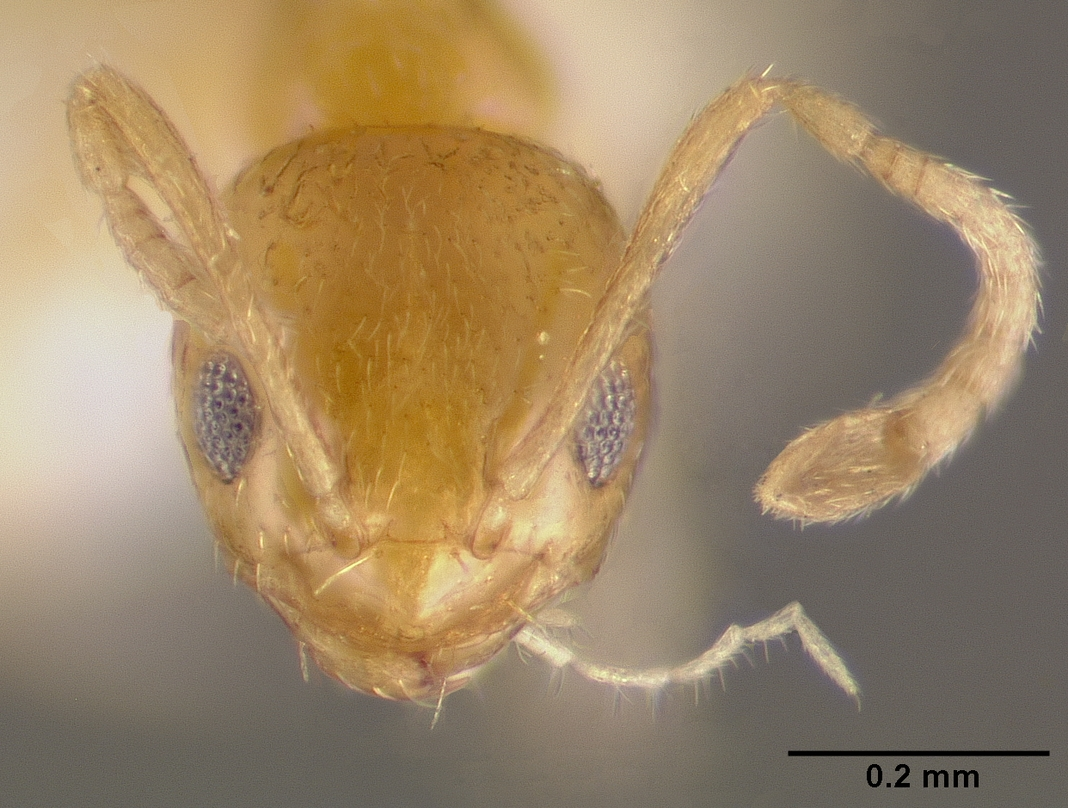
Голова рабочего
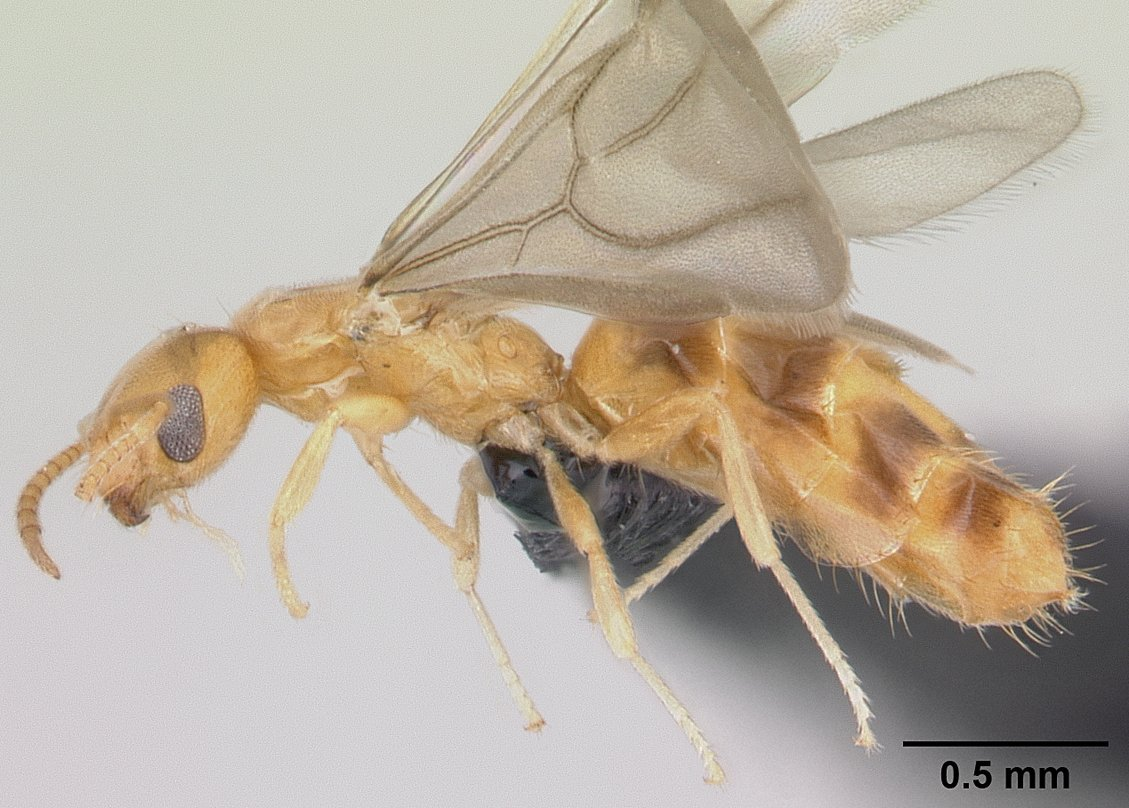
Самка сбоку
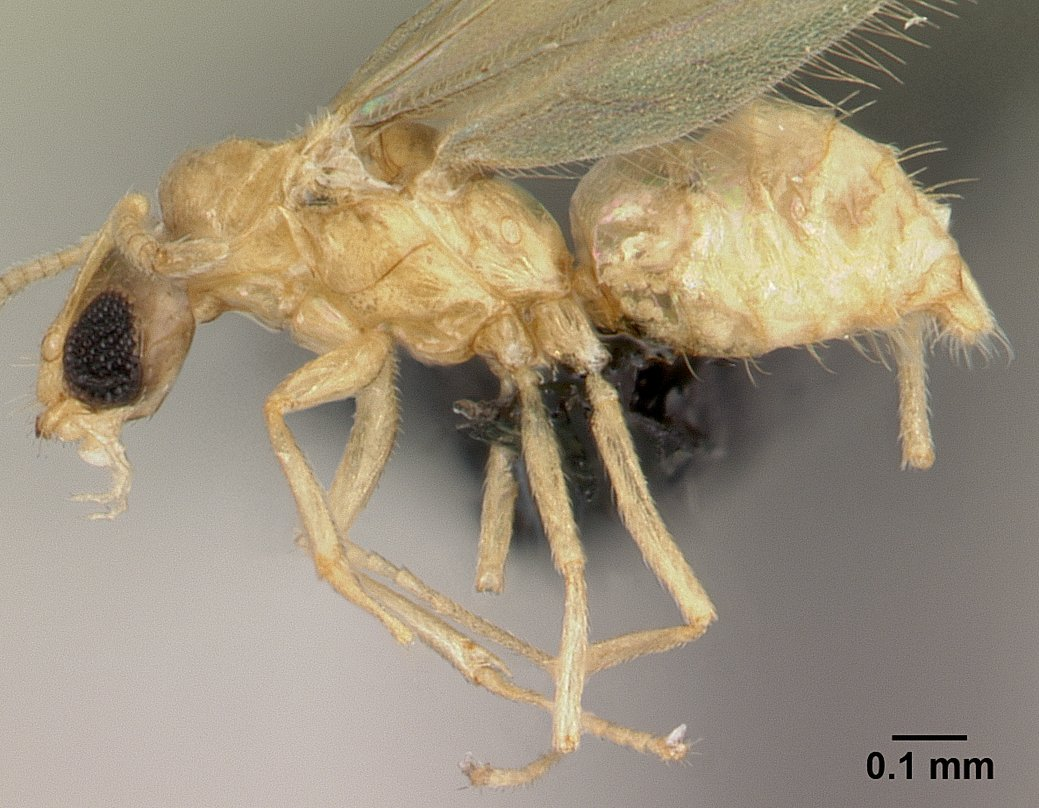
Самец сбоку
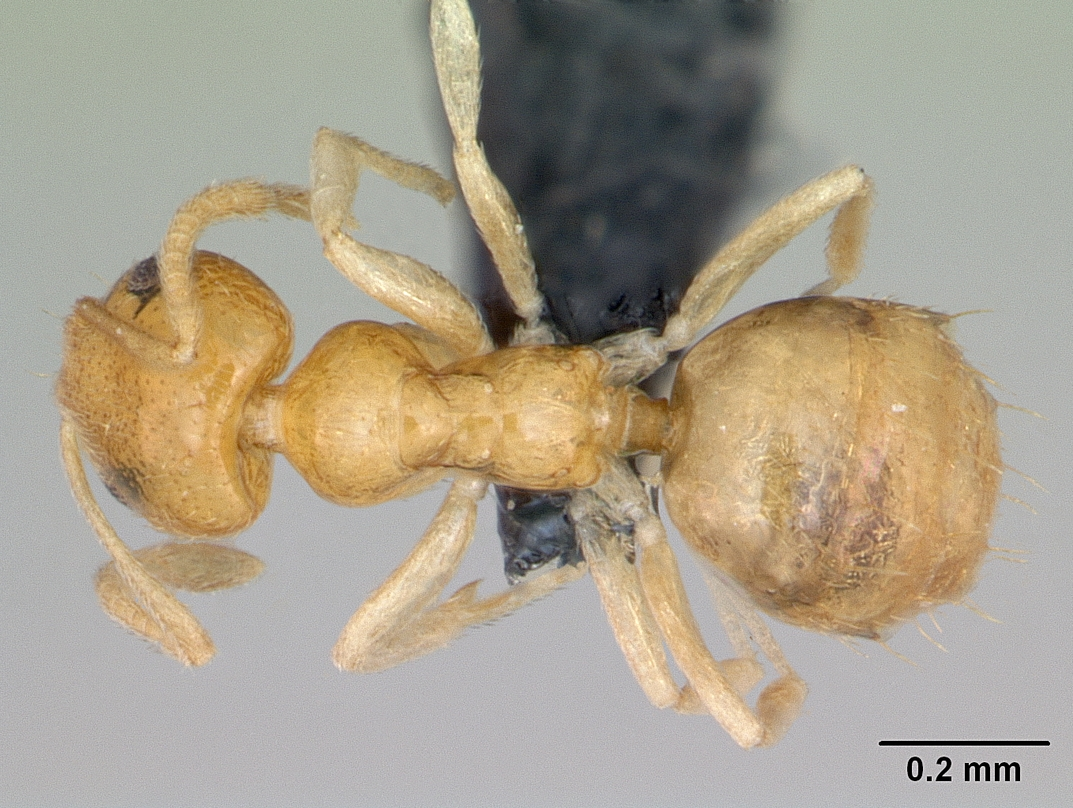
Рабочий сверху
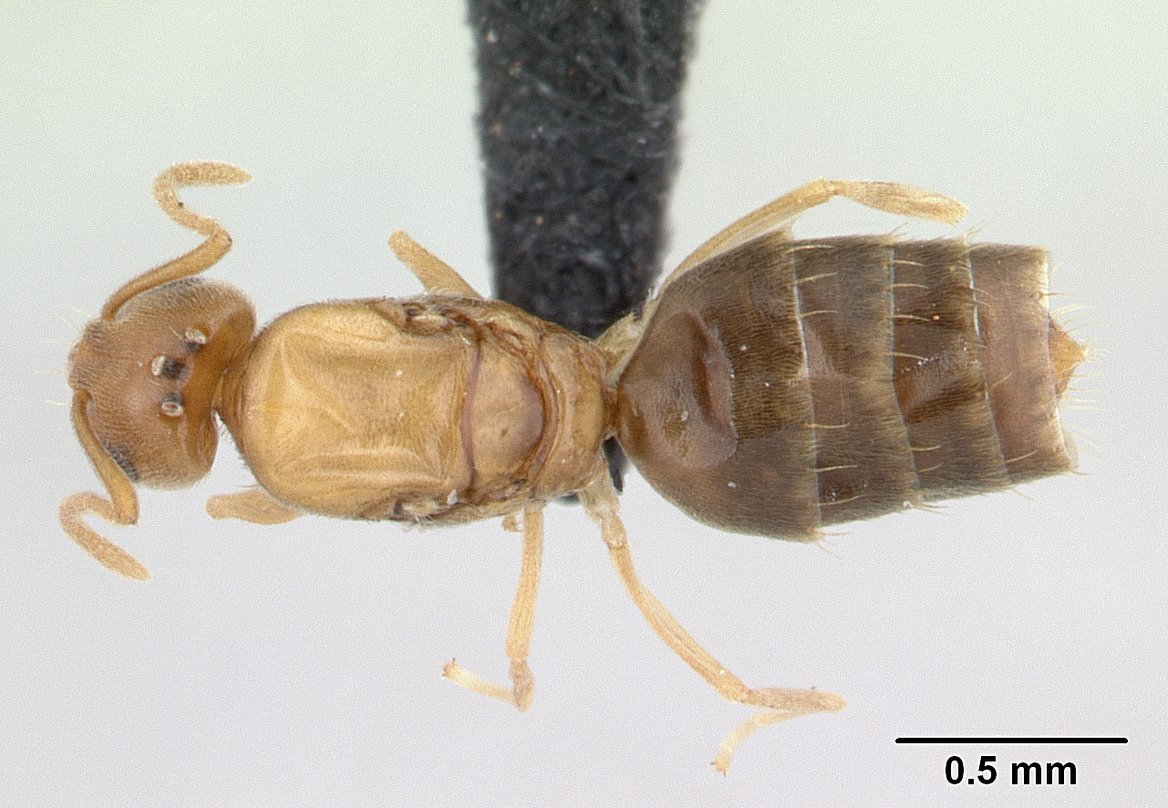
Самка сверху

## Систематика и этимология
Впервые описан в 1894 году итальянским мирмекологом Карло Эмери и назван в честь французского энтомолога Шарля Аллюо (1861—1949), сборщика типовой серии, который исследовал Африку и прилагающие к ней острова с 1887 до 1930 годы.
Plagiolepis alluaudi внешне сходен с Plagiolepis exigua (но у него продолговатая голова, а не круглая как у P. alluaudi), единственным другим жёлтым муравьём рода Plagiolepis (обычно его представители имеют более тёмную буроватую окраску) и более напоминает виды рода Brachymyrmex, но у последних в усиках девять сегментов.